# Macromitrium microcarpum
Macromitrium microcarpum är en bladmossart som beskrevs av C. Müller 1849. Macromitrium microcarpum ingår i släktet Macromitrium och familjen Orthotrichaceae. Inga underarter finns listade i Catalogue of Life.